# Malawisøen
Malawisøen (Lake Nyassa, Lake Niassa eller Lake Malawi) er den sydligste sø i Great Rift Valley. Søen er den tredjestørste i Afrika og den ottendestørste i verden. Både Malawi, Mozambique og Tanzania grænser op til søens bredder.
Efter David Livingstones opdagelse af søen i 1859 døbte han den "Lake Nyasa". Området omkring søen blev senere koloniseret af Storbritannien, der navngav området Nyasaland.